# بوریس سیلکوف
بوریس سیلکوف (روسی: Борис Арсеньевич Шилков؛ ۲۸ ژوئن ۱۹۲۷ – ۲۹ ژوئن ۲۰۱۵) اسکیت‌باز سرعت اهل روسیه بود.